# Przedsiębiorca telekomunikacyjny
Przedsiębiorca telekomunikacyjny – według określenia zawartego w prawie komunikacji elektronicznej (w latach 2004-2024 w prawie telekomunikacyjnym) podmiot uprawniony do wykonywania działalności gospodarczej na podstawie odrębnych przepisów, który wykonuje działalność gospodarczą polegającą na dostarczaniu 
publicznej sieci telekomunikacyjnej, świadczeniu powiązanych usług lub świadczeniu publicznie dostępnych usług, przy czym przedsiębiorca uprawniony do:
- świadczenia publicznie dostępnych usług telekomunikacyjnych, zwany jest dostawcą usług telekomunikacyjnych,
- dostarczania publicznej sieci telekomunikacyjnej lub świadczenia powiązanych usług, zwany jest operatorem.

Dostawcą usług i operatorem może być ten sam podmiot.
Przedsiębiorcą telekomunikacyjnym zostaje się po dokonaniu wpisu do rejestru przedsiębiorców telekomunikacyjnych prowadzonego przez Prezesa UKE. Wniosek o wpis do rejestru, załączniki dołączane do tego wniosku oraz wpis do rejestru, a także zaświadczenie o wpisie do rejestru nie podlegają opłacie skarbowej. Prezes UKE jest zobligowany do wpisu do rejestru w ciągu 7 dni, o ile wniosek nie zawiera błędów formalnych.
Działalność w zakresie telekomunikacji mogą prowadzić także jednostki samorządu terytorialnego pod warunkiem zarejestrowania się w rejestrze jednostek samorządu terytorialnego wykonujących działalność w zakresie telekomunikacji prowadzonym przez Prezesa UKE. Wpis do tego rejestru odbywa się na identycznych zasadach jak rejestracja przedsiębiorców telekomunikacyjnych.